# جاك أتلاس
جاك أتلاس (بالإنجليزية: Jack Atlas)‏ هو عسكري أمريكي، ولد في 3 يونيو 1917، وتوفي في 26 فبراير 1999.